# Epiblatticida aereitibiae
Epiblatticida aereitibiae är en stekelart som först beskrevs av Girault 1923.  Epiblatticida aereitibiae ingår i släktet Epiblatticida och familjen sköldlussteklar. Inga underarter finns listade i Catalogue of Life.